# Linus Gechter
Linus Jasper Gechter (* 27. Februar 2004 in Berlin) ist ein deutscher Fußballspieler. Der Innenverteidiger steht bei Hertha BSC unter Vertrag.

## Karriere

### Verein

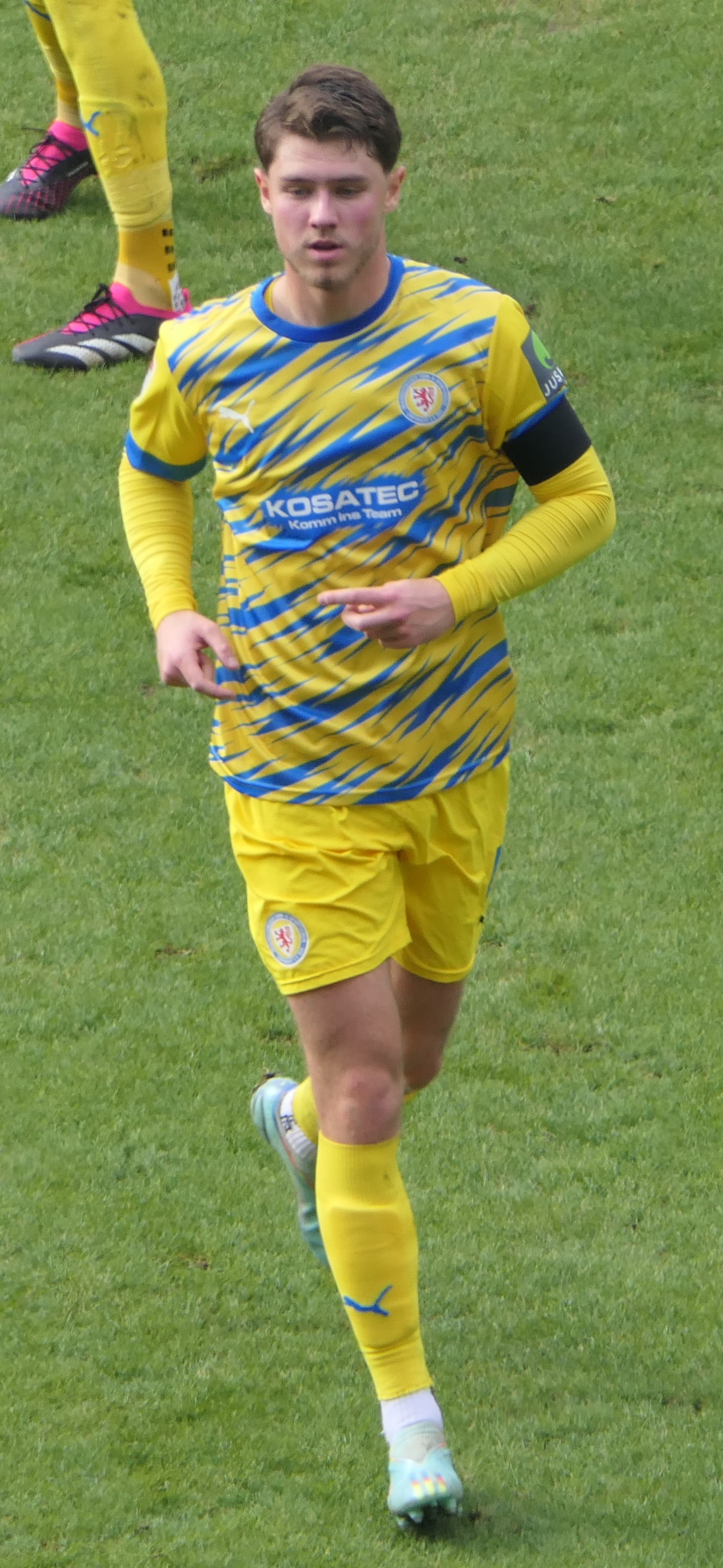
Linus Gechter im Trikot von Eintracht Braunschweig (2023)

Linus Gechter spielte in den Nachwuchsabteilungen von FC Internationale Berlin und Hertha 03 Zehlendorf, bevor er im Jahr 2015 zu Hertha BSC wechselte. 2021 war er eines von sechzig Talenten der „Next Generation“-Liste von The Guardian. Am 4. Spieltag der Bundesliga-Saison 2021/22 nominierte ihn Pál Dárdai beim 3:1-Auswärtserfolg über den VfL Bochum erstmals für die erste Mannschaft. Nachdem Jordan Torunarigha zur zweiten Halbzeit verletzungsbedingt ausgewechselt werden musste, gab Linus Gechter sein Bundesligadebüt und wurde nach Lennart Hartmann zum zweitjüngsten Bundesliga-Spieler in der Geschichte von Hertha BSC. Am 12. Februar 2022 (22. Spieltag) erzielte er bei der 1:2-Niederlage gegen Greuther Fürth per Kopf sein erstes Bundesligator. Bis zum Ende der Saison kam Gechter auf 13 Einsätze (ein Tor) und konnte erst in der Relegation gegen den Hamburger SV den Klassenerhalt mit den Bundesligisten schaffen.
In der Saison 2022/23 kam Gechter unter dem neuen Cheftrainer Sandro Schwarz bis zur Winterpause zu keinem Pflichtspieleinsatz für die Profis. Er spielte stattdessen 4-mal für die zweite Mannschaft in der viertklassigen Regionalliga Nordost. Er wechselte daher zum 1. Januar 2023 bis zum Saisonende auf Leihbasis in die 2. Bundesliga zu Eintracht Braunschweig. Bis zum Ende der Saison kam er auf 5 Einsätze und konnte mit den Braunschweigern die Klasse halten.
Nachdem Hertha BSC aus der Bundesliga abgestiegen war, kehrte Gechter zur Saison 2023/24 zu den Berlinern zurück.

### Nationalmannschaft
Gechter bestritt seit 2019 für die U16, U18, U19 und U21 des DFB bis September 2023 insgesamt 17 Spiele, bei denen ihm ein Tor gelang.